# Arnulf Karantanski
Arnulf Karantanski ili Arnulf Koruški (njemački Arnulf von Kärnten)) (850. – 8. prosinca 899.) je bio kralj Istočne Franačke (Njemačke) 887. – 899., njemačko-rimski car i kralj Italije 896. – 899. godine

## Obitelj
Njegov otac je bio Karloman kralj Njemačke i Italije kojega 879. godine pogađa katastrofalna kap koja ga čini nesposobnim za vladanje. On zbog toga prepušta svoje zemlje braći Ludvigu i Karlu III. Kako je Arnulf bio izvanbračno dijete po tadašnjem zakonu on nije mogao naslijediti oca koji mu kao odštetu daje vojvodstvo Karantaniju.

## Pobuna
Kako su tijekom sljedećih pet godina kraljevi Francuske umrli bez punoljetnih nasljednika car ponovno ujedinjenog Karolinškog carstva je postao Arnulfov stric bez djece Karlo III. Njegovo slabo i nesposobno vladanje ubrzo počinje izazivati opravdane prosvjede velikaša na čije čelo dolazi Arnulf koji pokreće bunu 887. godine nakon čega Karlo abdicira, a velikaši biraju Arnulfa za istočnofranačkog (njemačkog) kralja. Bez obzira na ovaj veliki politički uspjeh Francuska i Italija su odbile priznati Arnulfa za svoga vladara što postaje znak definitivnog raspada carstva Karla Velikog

## Njemački kralj
U trenutku takvog njegovog preuzimanja vlasti Njemačka se 887. godine nalazi pod pljačkaškim napadima Vikinga i Mađara. Prvi dokaz sposobnosti ovoga kralja postaje velika pobjeda nad Vikinzima 891. godine nakon koje oni više nikada nisu pljačkali uz obalu rijeke Rajne. Sljedećih nekoliko godina Arnulf provodi ratujući protiv Velikomoravske države kojoj je na čelu bio knez Svatopluk. Godine 890. Arnulf je toj državi morao priznati potpunu samostalnost. Izgubivši nade na ovome području, Arnulf se umiješao u borbe koje su se vodile u Italiji oko carskog naslova. 

## Car
Ondje su kao suparnici među sobom ratovali Guido od Spoleta i Berengar. U toj borbi najzad je 889. pobijedio Vido, pa je prisilio papu Stjepana V. da ga okruni za kralja Italije i da mu godine 891. dade i carski naslov. Iduće je godine novi papa Formoz okrunio za cara i njegova sina Lamberta. Ali Guido je uskoro umro, pa je Arnulf tu okolnost smatrao povoljnom da pokuša ostvariti svoje težnje za carskom krunom. S vojskom je provalio preko Alpa i od pape Formoza, koji je odobravao Arnulfove pretenzije, dobio godine 896. carsku krunu, iako su već postojala dva okrunjena cara. Budući da Lambert od Spoleta nije pokazivao volju da abdicira, Arnulf je morao nastaviti svoj vojni pohod na jug Italije do Vojvodstva Spoleta. Ali u tom ratu udarila ga je kap i on se morao vratiti u Njemačku. Umro je 8. prosinca 899.

## Nasljednici
Smrt cara Arnulfa uzrokuje u Njemačkoj problem nasljedstva. Njegovo jedino legitimno dijete od 6 godina Ludvig izabran je za njemačkog kralja, dok mu je izvanbračni punoljetni sin Zventibold uskoro ubijen. Zbog tako neuređenog pitanja nasljeđivanja carske krune nju nitko neće nositi nešto duže od godinu dana. 
| Prethodnik:        | njemačko-rimski car (896. – 899.) | Nasljednik:          |
| Lambert od Spoleta | njemačko-rimski car (896. – 899.) | Ludovik III. Slijepi |

| Prethodnik: | Njemački kralj (887. – 899.) | Nasljednik:       |
| Karlo III.  | Njemački kralj (887. – 899.) | Ludvig IV. Dijete |